# Mort de Marat
Mort de Marat (česky Maratova smrt) je francouzský němý film z roku 1897. Režisérem je Georges Hatot (1876–1959). Natáčení probíhalo v září 1897. Datum premiéry není známo. Jedná se o jeden z prvních historických filmů v dějinách kinematografie.

## Děj
Jean Paul Marat sedí ve vaně, která má tvar boty. Spolu s ním je v místnosti Charlotta Cordayová, která se zvedne ze židle a zavraždí ho. O smrti se brzy nato dozví mnoho lidí a Cordayová je na místě zatčena.